# Trautmannsdorf an der Leitha
Trautmannsdorf an der Leitha – gmina targowa w Austrii, w kraju związkowym Dolna Austria, w powiecie Bruck na der Leitha. Według  Austriackiego Urzędu Statystycznego liczyła 2 801 mieszkańców (1 stycznia 2014).